# Керперіх
Керперіх (нім. Körperich) — громада в Німеччині, розташована в землі Рейнланд-Пфальц. Входить до складу району Бітбург-Прюм. Складова частина об'єднання громад Зюдайфель.
Площа — 19,12 км2. Населення становить 1089 ос. (станом на 31 грудня 2020).